# Kaylia Nemour
Kaylia Nemour (Saint-Benoît-la-Forêt, 30 de desembre de 2006) és una gimnasta artística franco-algeriana que actualment representa Algèria en competicions internacionals. És la campiona africana del 2023 de l'exercici complet. Al Campionat del Món de 2023 es va convertir en la primera gimnasta africana a guanyar una medalla a un Campionat del Món, guanyant la plata a les barres asimètriques. Als gimnàstica als Jocs Olímpics d'estiu de 2024 es va convertir també en la primera gimnasta africana a guanyar una medalla a uns Jocs Olímpics en guanyar l'or també a les barres asimètriques.

## Primers anys de vida
Kaylia Nemour va néixer a Saint-Benoît-la-Forêt, França, el 30 de desembre de 2006 de mare francesa i pare algerià.

## Carrera

### Júnior
Al Campionat de França, Nemour va guanyar l'exercici complet per a la seva divisió d'edat; a més, va obtenir la puntuació més alta a l'exercici de terra i les barres asimètriques i la tercera més alta al salt. Al setembre va competir al Campionat del Mediterrani on va ajudar França a acabar tercera com a equip. Individualment, Nemour es va situar primera a l'exercici complet, en barres asimètriques i en barra d'equilibri, quarta a salt i cinquena a terra. A continuació, Nemour va competir a la Copa Suïssa júnior, on va ajudar França a acabar segona com a equip i individualment va guanyar la plata en el conjunt per darrere Ana Bărbosu.

#### 2020-21
La majoria de competicions es van cancel·lar o ajornar el 2020 a causa de la pandèmia mundial de la COVID-19. Nemour va competir en diverses competicions nacionals, com ara el Top 12 Sèrie 3 al febrer i una prova interna a l'octubre. Va competir a la Coupe d'Hiver com a part del Blue Team; van acabar primeres com a equip. A més, Nemour va acabar primera en el conjunt.
El 2021, Nemour va competir al Campionat Nacional de França. Només va competir a les barres asimètriques, però va guanyar el títol per davant de la competidora sènior Marine Boyer. Nemour va haver de sotmetre's a dues cirurgies de genolls després de desenvolupar osteocondrosi.

### Sènior

#### 2022
Nemour es va convertir en elegible per a la competició sènior el 2022. Tot i que el seu metge personal la va autoritzar per reprendre els entrenaments, el metge de la selecció francesa no estava disposat a fer-ho. Com a resultat, Nemour va optar per canviar la seva nacionalitat per representar Algèria. Al juliol la Federació Internacional de Gimnàstica va aprovar el canvi de nacionalitat; tanmateix, com que la Federació Francesa de Gimnàstica va bloquejar la sol·licitud, Nemour no podia representar Algèria en competicions sancionades per la FIG (com ara Campionats del Món o Campionats d'Àfrica) fins al juliol de 2023.
A l'octubre, Nemour va debutar a Algèria, competint als Campionats Àrabs. Allà va ajudar Algèria a guanyar l'or a la competició per equips. Individualment va guanyar l'or a les barres asimètriques i la plata a la barra d'equilibri darrere de Jana Abdelsalam.

#### 2023
A principis de 2023 va començar a circular una petició de change.org, pressionant la Federació Francesa de Gimnàstica (FFG) perquè alliberés Nemour i li permetés competir als següents Campionats d'Àfrica, que servien com a esdeveniment de classificació per al Campionat del Món de 2023. Al maig Thierry Vildary, un periodista esportiu francès, va publicar un informe que documentava els abusos de la Federació Francesa de Gimnàstica a altres gimnastes. El resultat de l'informe va ser que la FFG va alliberar Nemour, cosa que li va permetre competir al campionat africà més tard al maig.
Al Campionat d'Àfrica, Nemour va ajudar Algèria a acabar tercera com a equip. Individualment va guanyar l'exercici complet per davant de la campiona africana vigent Caitlin Rooskrantz i de Jana Abdelsalam. En fer-ho, Nemour va guanyar una plaça individual per competir al Campionat del Món més tard l'any. Al setembre, Nemour va competir a la Copa del Món Challenge de París, on va guanyar la medalla de plata a la barra d'equilibri i el bronze a les barres asimètriques. Al Campionats del Món de 2023, es va classificar per a la final de barres asimètriques en tercera posició amb un 14.733 i la final de l'exercici complet individual amb un 53.699. Aquestes posicions la van convertir en la primera gimnasta algeriana a classificar-se per a una final del campionat del món. Això també li va permetre aconseguir un lloc als Jocs Olímpics d'estiu de 2024 a París. A la final, va quedar 8ena, la millor posició per a qualsevol gimnasta representant una nació africana, destacada per un 15,2 a les barres asimètriques. Aquesta va ser la puntuació més alta donada a les barres asimètriques de tots els campionats i la puntuació individual més alta donada a la final de l'exercici complet. A la final de l'aparell no va poder completar la seva combinació inicial, però tot i així va obtenir un 15.066, a menys d'una dècima de Qiu Qiyuan de la Xina i va aconseguir la medalla de plata, la primera medalla del campionat mundial per a una gimnasta africana.
Després del Campionat del Món, Nemour va competir al Memoria Arthur Gander i va guanyar la medalla de bronze en l'exercici complet darrere de Júlia Soares i Mélanie de Jesus dos Santos.

### 2024
Nemour va començar l'any competint a les Copes del món de Cottbus, Bakú i Doha. Va guanyar l'or a les barres asimètriques a les tres competicions. A Bakú, també va aconseguir un bronze a terra, i a Doha, va guanyar la plata a la barra d'equilibri i l'or a l'exercici a terra.
Als Jocs Olímpics Nemour es va classificar per a la final de barres asimètriques en primer lloc, així com per a la final de l'exercici complet individual. Durant la final de l'exercici complet Nemour va obtenir una puntuació total de 55.899 i va acabar cinquena a la competició, la millor posició per a una gimnasta africana en una final olímpica de l'exercici complet. A la final de les barres asimètriques va fer història en convertir-se en la primera gimnasta en guanyar la primera medalla per un país africà en guanyar la medalla d'or amb una puntuació de 15,700, davant la xinesa Qiu Qiyuan (15,500).

## Habilitat homònima
| Aparell             | Nom    | Descripció                             | Dificultat | Afegit al Codi de Punts |
| ------------------- | ------ | -------------------------------------- | ---------- | ----------------------- |
| Barres asimètriques | Nemour | Gir invertit disposat sobre barra alta | G          | Campionat d'Àfrica 2023 |

1. ↑  Valid per al Codi de Punts 2022–2024

## Història competitiva
| Curs                            | Esdeveniment               | Equip  | AA     | VT     | UB     | BB     | FX     |
| Júnior                          | Júnior                     | Júnior | Júnior | Júnior | Júnior | Júnior | Júnior |
| ------------------------------- | -------------------------- | ------ | ------ | ------ | ------ | ------ | ------ |
| 2017                            | Tournoi Internacional      | 5      | 16     |        |        |        |        |
| 2018                            | Campionat de França        |        | 7      |        |        |        |        |
| 2019                            | Campionat de França        |        | 1      | 3      | 1      |        | 1      |
| 2019                            | Campionats del Mediterrani | 3      | 1      | 4      | 1      | 1      | 5      |
| 2019                            | Copa Suïssa júnior         | 2      | 2      |        |        |        |        |
| 2019                            | Elite Gym Massilia         |        | 5      |        | 1      |        | 3      |
| 2020                            | Test francès               |        | 1      |        | 1      | 2      | 1      |
| 2020                            | Coupe d'Hiver              | 1      | 1      |        |        |        |        |
| 2021                            | Campionat de França        |        |        |        | 1      |        |        |
| Sènior                          |                            |        |        |        |        |        |        |
| 2022                            | Campionat Àrab             | 1      |        |        | 1      | 2      |        |
| 2023                            |                            |        |        |        |        |        |        |
| Campionats d'Àfrica             | 3                          | 1      |        |        |        |        |        |
| Copa Mundial Challenge de París |                            |        |        | 3      | 2      |        |        |
| Campionat del Món               |                            | 8      |        | 2      |        |        |        |
| Memorial Arthur Gander          |                            | 3      |        |        |        |        |        |
| 2024                            | Copa del Món de Cottbus    |        |        |        | 1      | 4      | 6      |
| 2024                            | Copa del Món de Bakú       |        |        |        | 1      | 4      | 3      |
| 2024                            | Copa del Món de Doha       |        |        |        | 1      | 2      | 1      |
| 2024                            | Trofeu RomGym              |        | 1      |        | 1      | 1      | 1      |
| 2024                            | Jocs Olímpics              |        | 5      |        | 1      |        |        |